# Église Saint-Pierre de Baudrecourt
Pour les articles homonymes, voir Église Saint-Pierre.
L'église Saint-Pierre est une église catholique située à Baudrecourt, en France.

## Localisation
L'église est située dans le département français de la Moselle, sur la commune de Baudrecourt.

## Historique
L'édifice, de style gothique tardif, date du quinzième siècle.
Il est classé au titre des monuments historiques en 1889.